# 伊藤久美子
伊藤 久美子（いとう くみこ、1982年2月19日 - ）は、日本のモデル、女優。東京都出身。身長167cm。アンクルベイビー、ピクシー・レッドを経て、ヒラタオフィス所属。

## 来歴
幼少のころよりバレエを習い、演じることに興味を持っていたが、小学校の時に見た演劇に感動し、舞台役者に憧れを抱く。
2004年1月から同年9月にかけて出演した『超星神グランセイザー』の魚住愛 / セイザーパイシーズ役で知名度を得る。

## 人物・エピソード
- 得意なスポーツは卓球。ピアノも嗜む。普通自動車免許。
- 『グランセイザー』で演じた魚住愛は自身と似ている部分が多いと評している[1]。そのため演技の途中で声のトーンが普段のしゃべり方になってしまうなどやりづらい面もあったという[1]。
- 『グランセイザー』出演時は、父親がビデオ録画を行うなど身近での反応はあったが、視聴層の子供とは出会うことが少なく気づかれることはなかったと述べている[1]。

## 出演

### テレビドラマ
- 超星神グランセイザー（2003年10月 - 2004年9月、テレビ東京） - 魚住愛 / セイザーパイシーズ 役
- ウルトラマンマックス 第28話（2006年1月7日、CBC・TBS） - KBNメンバー・妙子 役
- 恋する日曜日 第3シリーズ 第23話「おにぃの恋」（2007年6月9日、BS-i） - ヒロイン・清美 役
- 週刊 赤川次郎 夏休み（2007年9月11日 - 、テレビ東京） - 桜井則子 役
- はぐれ刑事純情派（2009年2月20日 -  / 2009年2月23日 - 、テレビ朝日）
- リセット 第12話（2009年4月2日 - 、日本テレビ） - 多胡香苗 役
- DOCTORS〜最強の名医〜（テレビ朝日） - ナナ 役
  - Season1 第7話・最終話（2011年12月8日・15日）
  - スペシャル（2013年6月1日）
  - 新春スペシャル（2015年1月4日）
  - Season3 第4話 - 最終話（2015年1月29日 - 3月5日）
  - 2021新春スペシャル（2021年1月10日）
  - 2023新春スペシャル（2023年1月3日）
- 13歳のハローワーク 第3話（2012年1月27日、テレビ朝日） - リサ子 役
- Answer〜警視庁検証捜査官 最終話（2012年6月13日、テレビ朝日） - 吉高さおり 役
- 梅ちゃん先生 第93回 - （2012年7月18日 - 、NHK総合） - 前田小夜子 役
- 眠れる森の熟女（2012年9月4日 - 、NHK総合） - 吉村香澄 役
- 匿名探偵 第3話（2012年10月26日、テレビ朝日） - 笹岡恵子 役
- 相棒（テレビ朝日 / 東映）
  - Season11 第12話（2013年1月16日） - 田所千枝子 役
  - Season14 第4話「ファンタスマゴリ」（2015年11月4日） - 柳本愛 役
- 都市伝説の女 Part2 第6話（2013年11月15日、テレビ朝日） - 貝原美土里 役
- BORDER 警視庁捜査一課殺人犯捜査第4係 第1話（2014年4月10日、テレビ朝日） - 澤田美雪 役
- 山本周五郎人情時代劇 第11話「おもかげ抄」（2016年3月1日、BSジャパン） - 鎌田椙江 役
- 警視庁・捜査一課長 第2話（2016年4月21日、テレビ朝日） - 船井翔子 役
- コード・ブルー -ドクターヘリ緊急救命- 3rd season 第6話（2017年8月21日、フジテレビ）
- 噂の女 第2話（2018年4月21日、BSジャパン） - 広瀬一美 役

### テレビ番組
- ハッピーエアポート（2008年）
- FLY! FLY! FLY! ヨーロッパ 4カ国「食」の旅（2008年） - 旅人

### テレビアニメ
- 仰天人間バトシーラー（女長官）

### 映画
- 日本の自転車泥棒（2006年） - 美樹 役
- 地下鉄に乗って（2006年）
- クリアネス（2008年） - ミヤ 役
- ハッピーフライト（2008年） - 松本香織 役
- 死刑台のエレベーター（2010年）
- わが母の記（2012年）
- 受難（2013年）

### ウェブ映画
- 泥棒日記（2008年） - 主演・「鉄仮面の女」ミナミ 役

### オリジナルビデオ
- 超星神グランセイザー スーパーバトルメモリー（2005年） - 魚住愛 役
- 桜の木の下で…「異世界カメラ」（2008年）

### 舞台
- 日韓文化交流作品「島 isle」（2003年）
- ★☆北区つかこうへい劇団「こもれびの中で」（2009年）
- ら抜きの殺意（2010年） - 遠部その子 役
- 甘い記憶（2012年）

### CM
- エイデン
- 九州電力
- スズキ「アルト」
- 花王
  - ビオレ
  - サクセス シェービングローション
  - ヘルシア緑茶 『ベルトの穴』篇 - キャビンアテンダント 役
- 高橋酒造「白岳しろ」
- ロッテ「チョコレート」
- マツモトキヨシ
- NTTドコモ「504i」
- 伊藤園「ジャスミン茶」
- KONAMI「ときめきメモリアル2」
- 富士通「ブランドキャンペーン! ONE to」
- 日本マクドナルド
- TOYOTA「デュエット」
- 武田食品「C1000 ビタミンレモン・ビタミンレモンゼリー」
- 日清製粉 - パティシエ役の女性
- セブン-イレブン「おでん」
- コカ・コーラ からだ巡茶 『砂風呂』篇
- レオパレス21 『写真』篇
- 明治製菓 北海道チョコポテト 『わかった?』篇・『です。』篇・『どっちも好き!』篇
- 外為オンライン『あなたの為って? カフェ』篇
- スポーツ振興くじ 6億円!BIGマン! 『売り場』篇
- ニッスイ わが家の麺自慢 ちゃんぽん『ピンポンがちゃんぽんに』篇

### PV
- ASIAN KUNG-FU GENERATION「アフターダーク」（2007年）
- MEGARYU「止まったままの恋時計」（2010年）

### 雑誌
- non-no
- MORE
- title
- 装苑
- ヘア&メイク
- Spring
- with
- ゼクシィ長野

### その他
- Benisachi 紅幸 #8「Stray Kiss」（2005年） - 主演 ※第4期映画アクターコース・篠原哲雄クラス実習作品